# Шералі й Орбайчин
«Шералі й Орбайчин» — радянський художній фільм 1989 року, знятий режисерами Гаджимурадом Ібрагімовим і Хаджимуратом Ібрагімовим на кіностудіях «Узбекфільм», «Таджикфільм» і «Азербайджанфільм».

## Сюжет
Музичний фільм, оповідає про життя і кохання узбецького співака, який жив у XV столітті.

## У ролях
- Шералі Джураєв — Шералі
- Мухтарама Каратаєва — Ойбарчин
- Рахім Мамедов — Шералі у дитинстві
- Таміла Мухамедова — Ойбарчин у дитинстві
- Рано Закірова — Хуснабад
- Ісамат Ергашев — Сардор
- Мухаммаджан Рахімов — хлопчик
- Матякуб Матчанов — Абдужабар
- Шаїра Джураєва — Кундуз
- Джурабек Муродов — хафіз-таджик
- Артик Атаджанов — хафіз з Хорезму
- Маліка Калантарова — індійська танцівниця
- Бахрініса Хатамова — мати Шералі
- Турсуной Джафарова — мати
- Нусрет Кесеменлі — Ширваншах
- Айбеніз Гашимова — Маліка
- Таріель Касімов — візир
- Алі Валієв — Алі
- Паша Карімов — Паша
- Хамідулла Таджієв — дервіш
- Машраб Кімсанов — Шах
- Гойїб Іскандаров — перший візир
- Максуд Мансуров — другий візир
- Шариф Кабулов — Карбанбаші
- Турсун Імінов — епізод
- Шухрат Умаров — нукер
- Зухрітдін Режаметов — епізод
- Ібрахім Джараєв — епізод
- С. Тураєв — епізод
- Азамат Іргашев — епізод
- Адхам Халіков — епізод
- Обід Асомов — епізод
- А. Геокчаєв — епізод
- Мірзабек Холмедов — охоронець
- Оріф Убайдуллаєв — епізод
- Анвар Кенджаєв — сусід Шералі
- Гафур Ях'яєв — епізод
- Учкун Рахманов — епізод

## Знімальна група
- Режисери — Гаджимурад Ібрагімов, Хаджимурат Ібрагімов
- Сценаристи — Шералі Джураєв, Фархад Мусаджанов
- Оператор — Тельман Мамедов
- Композитори — Анвар Ергашев, Шералі Джураєв